# Mezzo demone
Nelle leggende dell'Europa medievale un mezzo-demone è una creatura i cui genitori sono un uomo ed un demone (un angelo caduto o una creatura maligna minore). I mezzi-demoni erano spesso figli di incubi o succubi.
Il mago Merlino era figlio di un incubo e di una donna.

## Nel Fantasy
È figlio generato da un demone ed un umano, i suoi sensi e le sue caratteristiche sono a metà strada fra quelle dei due genitori. I semi demoni non hanno quasi mai poteri magici e fanno affidamento solo sulla forza fisica, ma possono competere anche con i demoni completi e talvolta risultare più potenti. Una cosa importante è che i semi demoni possono diventare demoni completi, lasciando prendere il sopravvento alla loro parte demoniaca, ma così possono anche diventare umani, anche se generalmente lo diventano in seguito a particolari eventi. Di solito i semi demoni vengono ripudiati dall'intera popolazione demoniaca.
In Inuyasha il protagonista è un semi demone, la sua forza può competere con quella del suo fratellastro Sesshomaru, demone completo, ma il suo carattere è di umano a tutti gli effetti.